# Alexander Kropholler
Alexander Jacobus Kropholler (Amsterdam, 26 juli 1881 – Wassenaar, 17 mei 1973) was een Nederlands architect. Hij was een van de belangrijkste voormannen van het traditionalisme.

## Levensloop
Kropholler (roepnaam Co) was autodidact op het gebied van de architectuur en begon zijn carrière als timmerman. Hiervoor volgde hij van 1892 tot 1896 de timmermansopleiding aan de Eerste Ambachtsschool, ging op zijn vijftiende in de leer bij een aannemersbedrijf en werkte enige tijd bij architect Louis Beirer. Van 1902 tot en met 1910 had hij samen met J.F. Staal een architectenbureau. In deze periode ontwierpen zij een groot aantal gebouwen in een stijl die sterk tegen de jugendstil aanleunt, waaronder een aantal gebouwen voor verzekeringsmaatschappij De Utrecht. Later werd ook de invloed van H.P. Berlage van belang. In 1910 gingen de twee met ruzie uit elkaar. Ze zouden nooit meer een woord met elkaar gewisseld hebben, hoewel Staal inmiddels was getrouwd met Krophollers zuster Margaret, die later zelf naam zou maken als architect van de Amsterdamse School.
In 1908 werd Kropholler katholiek en begon hij zich te interesseren voor kerkenbouw. In publicaties pleitte hij voor het vasthouden aan traditionele bouwwijzen in moderne architectuur, het traditionalisme. Uit 1913 dateert zijn eerste grote opdracht sinds de samenwerking met Staal, een katholiek complex in Scheveningen, bestaande uit een Lourdeskapel, de O.L. Vrouw van Onbevlekte Ontvangenis (OLVOO-kerk), de OLVOO-school en 13 herenhuizen. Hoewel Kropholler het project slechts gedeeltelijk voltooide doordat de bouw van de kerktoren door onenigheid niet verder kwam dan de torenvoet met portaal (de toren werd pas in 1965 voltooid), zette het complex de toon voor de rest van Krophollers werk. Sindsdien ontwierp hij een groot aantal katholieke kerken in veel gevallen met bijbehorende gebouwen, en in 1935 de nieuwbouw van de abdij van Egmond te Bergen (NH). 
Geïnspireerd door Berlage en binnenlandse architectuur ontstond een stijl waarbij enerzijds eenvoud en baksteen centraal staan en anderzijds steunberen en trapgevels extra groot werden uitgevoerd. Deze bouwstijl werd grotendeels overgenomen door de Delftse School, een groep vooral katholieke architecten onder leiding van M.J. Granpré Molière. Hoewel Kropholler nooit toetrad tot deze beweging, zou hij er altijd mee geassocieerd worden.
Behalve kerken ontwierp Kropholler vele andere gebouwen, waaronder een vrij groot aantal raadhuizen, zoals die van Asten, Waalwijk, Leidschendam, Noordwijkerhout, Arcen, Wateringen, Grouw, Medemblik en Heesch, en in 1936 het Van Abbemuseum te Eindhoven. Hoewel gerespecteerd was Kropholler weinig geliefd bij collega-architecten en had hij regelmatig moeilijkheden met opdrachtgevers. In zijn geschriften rekende hij in felle bewoordingen af met opvattingen van anderen. Zijn fanatieke hang naar traditie en zijn afkeer van vernieuwing brachten hem in de jaren dertig in fascistisch vaarwater, toen hij lid werd van Zwart Front.
Tijdens de Tweede Wereldoorlog werkte Kropholler gewoon door en publiceerde hij in een aantal door de nazi's gecontroleerde tijdschriften. Na de oorlog grepen de architecten van het functionalisme deze kans aan om Kropholler te laten veroordelen wegens collaboratie. Kropholler kon zijn carrière echter al snel voortzetten door samen te werken met andere architecten. De voltooiing van één van zijn grootste ontwerpen, de abdij van Egmond door hemzelf werd echter verhinderd en uitgevoerd door B.J. Koldewey. Hoewel hij tot op hoge leeftijd werkzaam bleef, was zijn glorietijd voorbij.
In projecten van Kropholler als de Kwartellaan, Den Haag (1928) en het stadhuis van Waalwijk (1931-1932) werden tegels met motieven ontworpen door zijn zus Julie Kropholler toegepast. In het stadhuis van Waalwijk werd ook gebrandschilderd glas van Julie Kropholler aangebracht.

## Bouwwerken

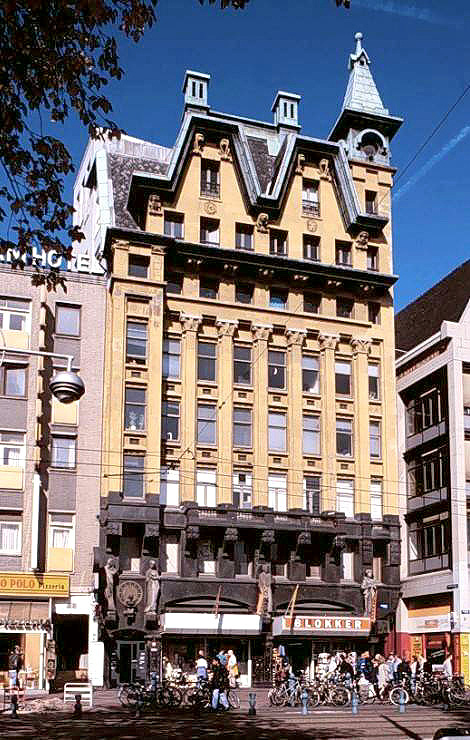
De Utrecht (Amsterdam), samen met J.F. Staal
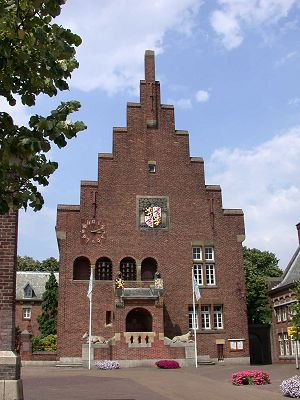
Voormalig gemeentehuis van Waalwijk
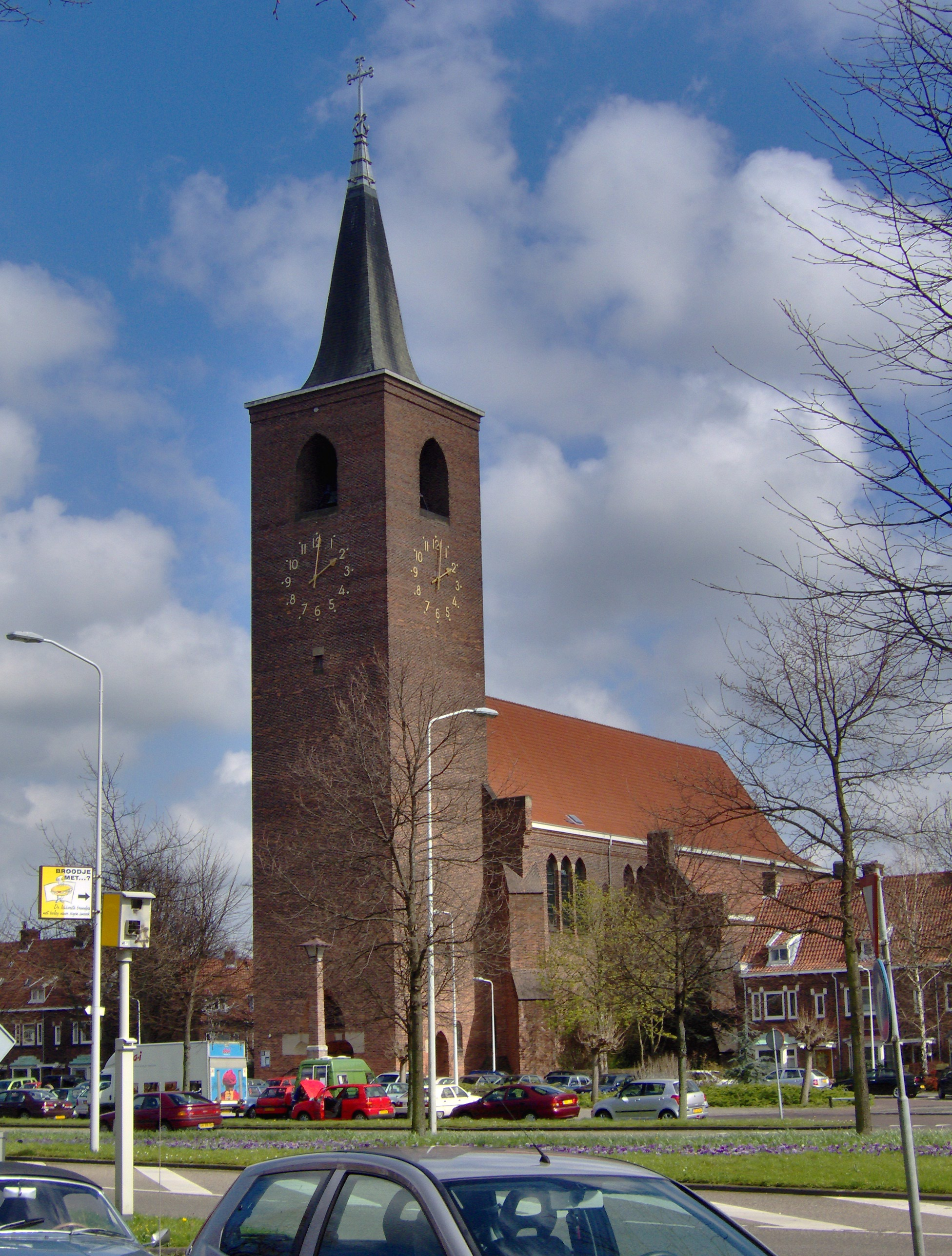
Petruskerk (Leiden), samen met H.A. van Oerle
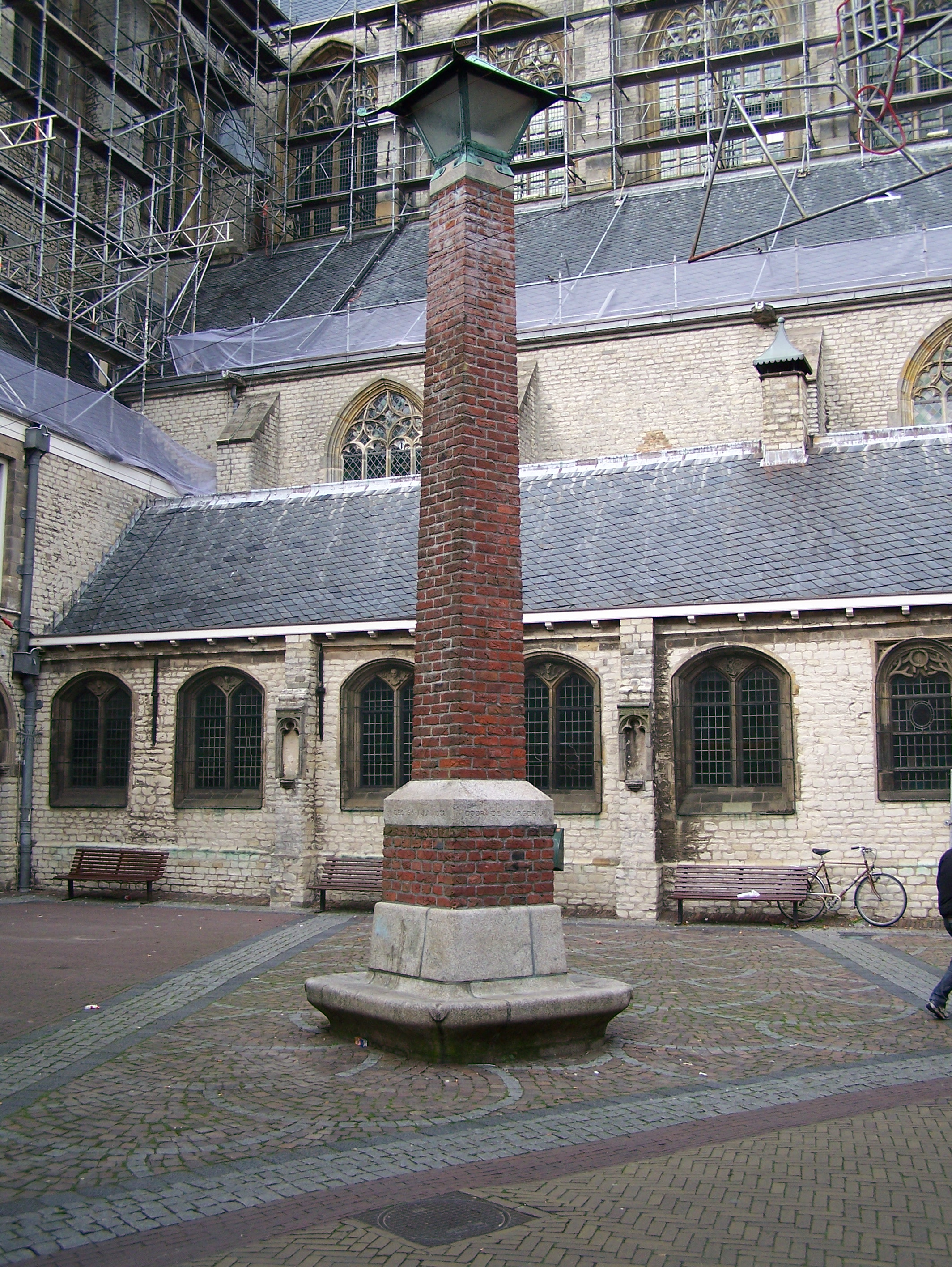
Burgemeester Wendelaarlantaarn in Alkmaar
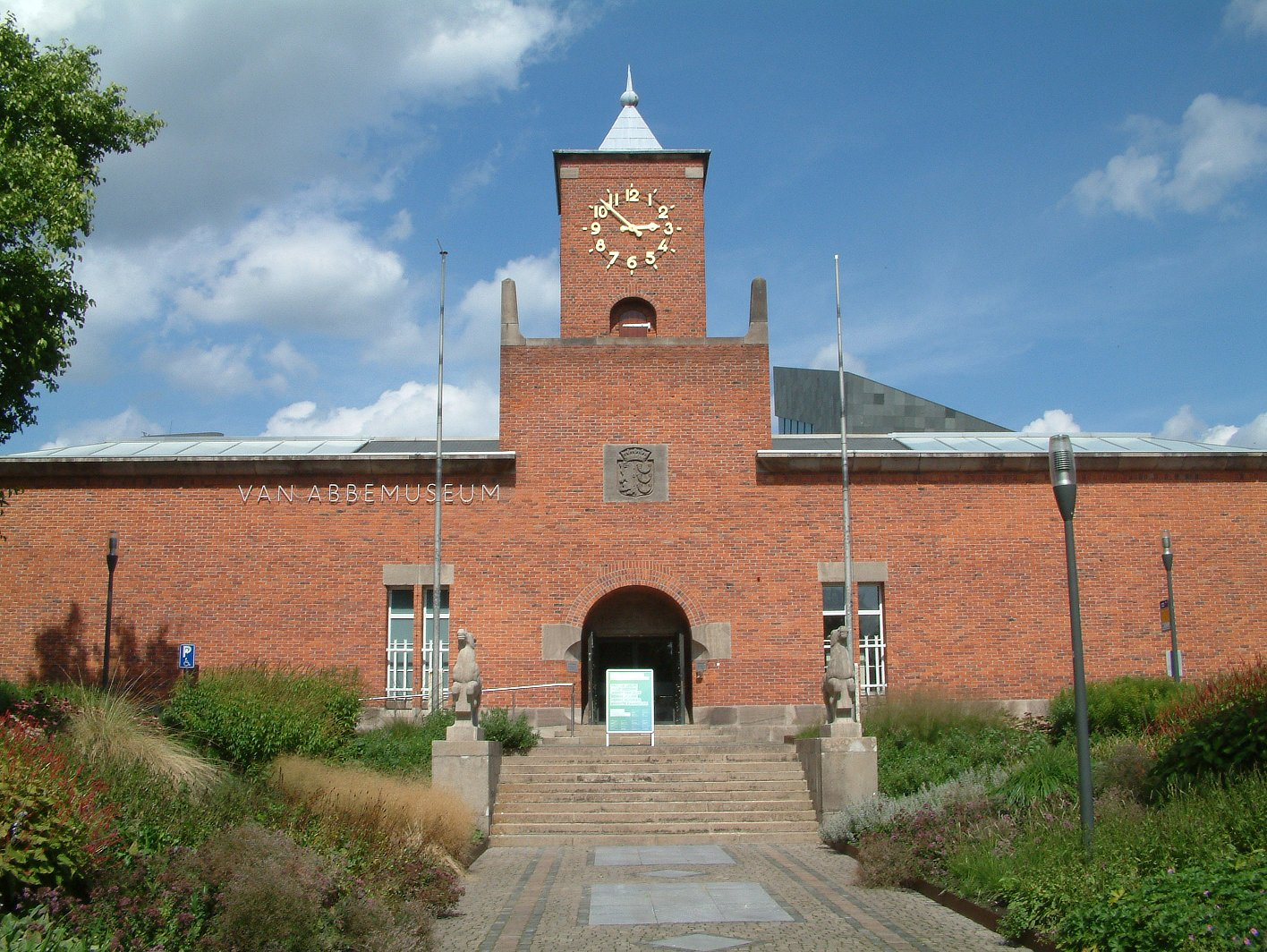
Van Abbemuseum (Eindhoven)
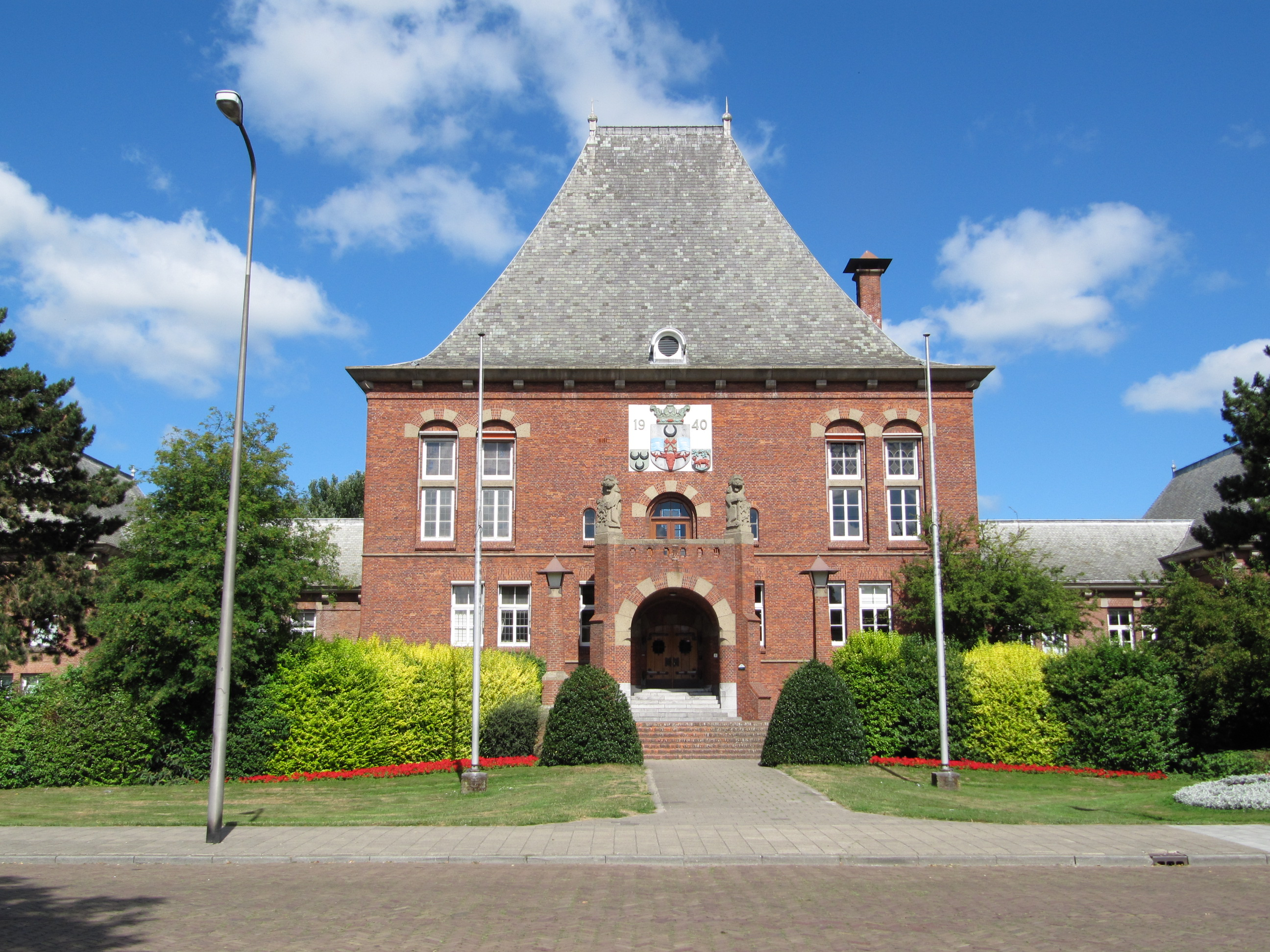
Gemeentehuis van Leidschendam
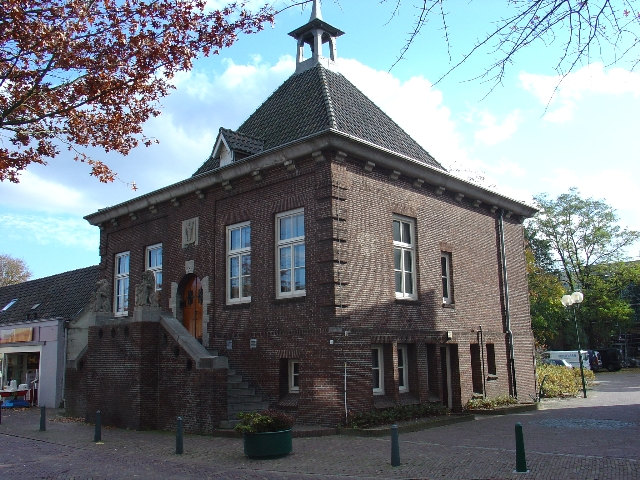
Gemeentehuis van Heesch
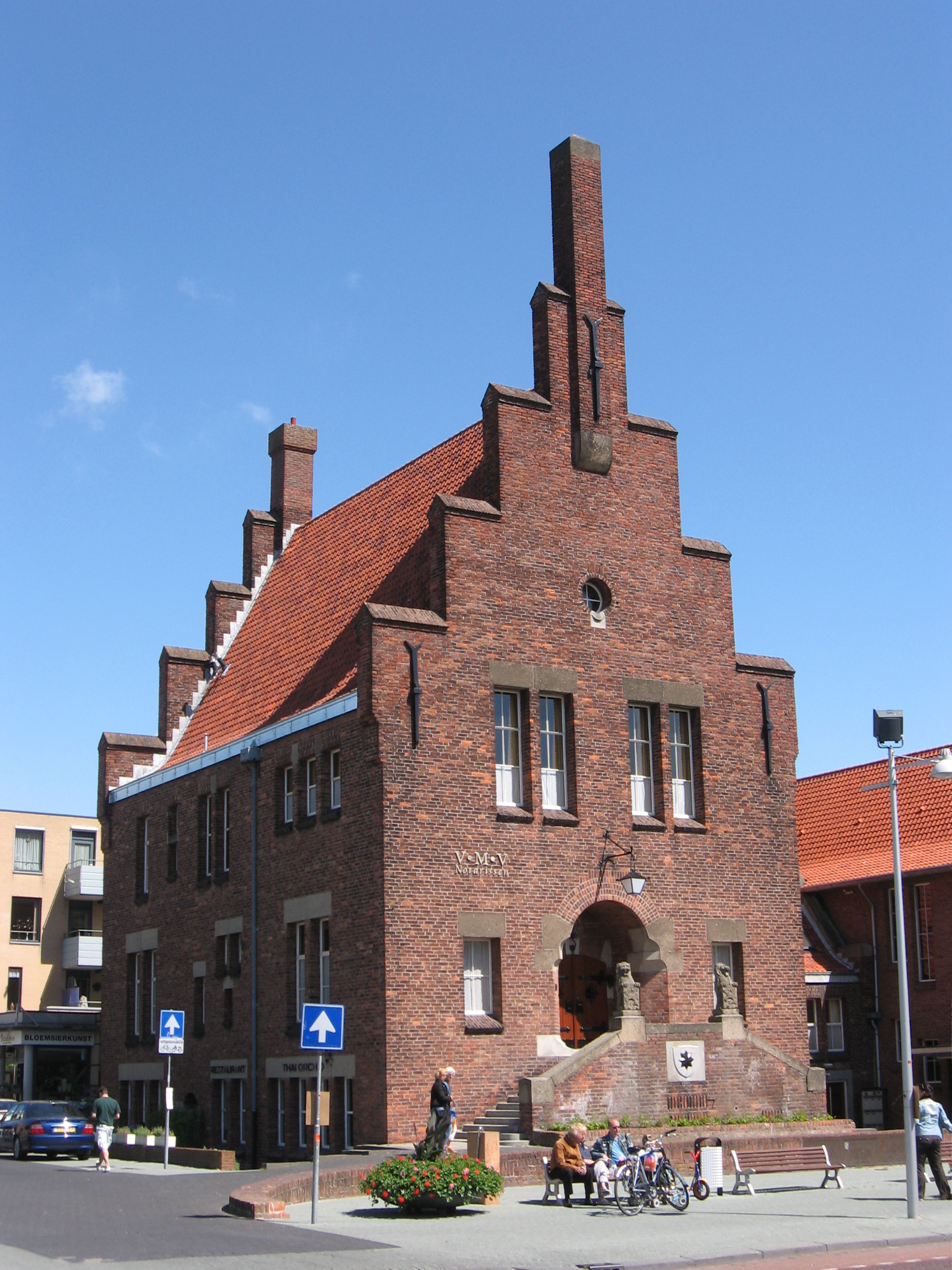
Raadhuis van Wateringen
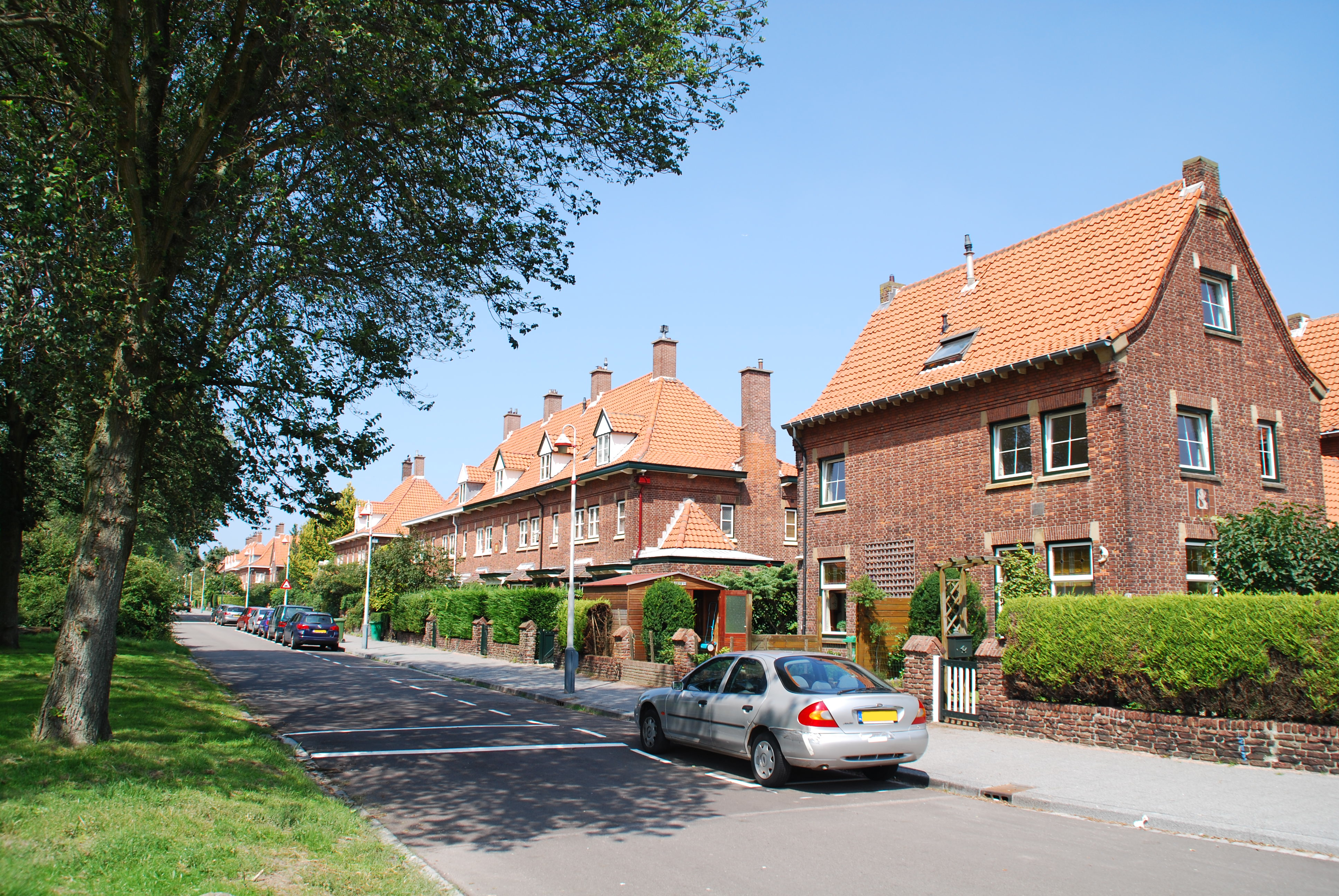
Woningen in de Vogelwijk (Den Haag)
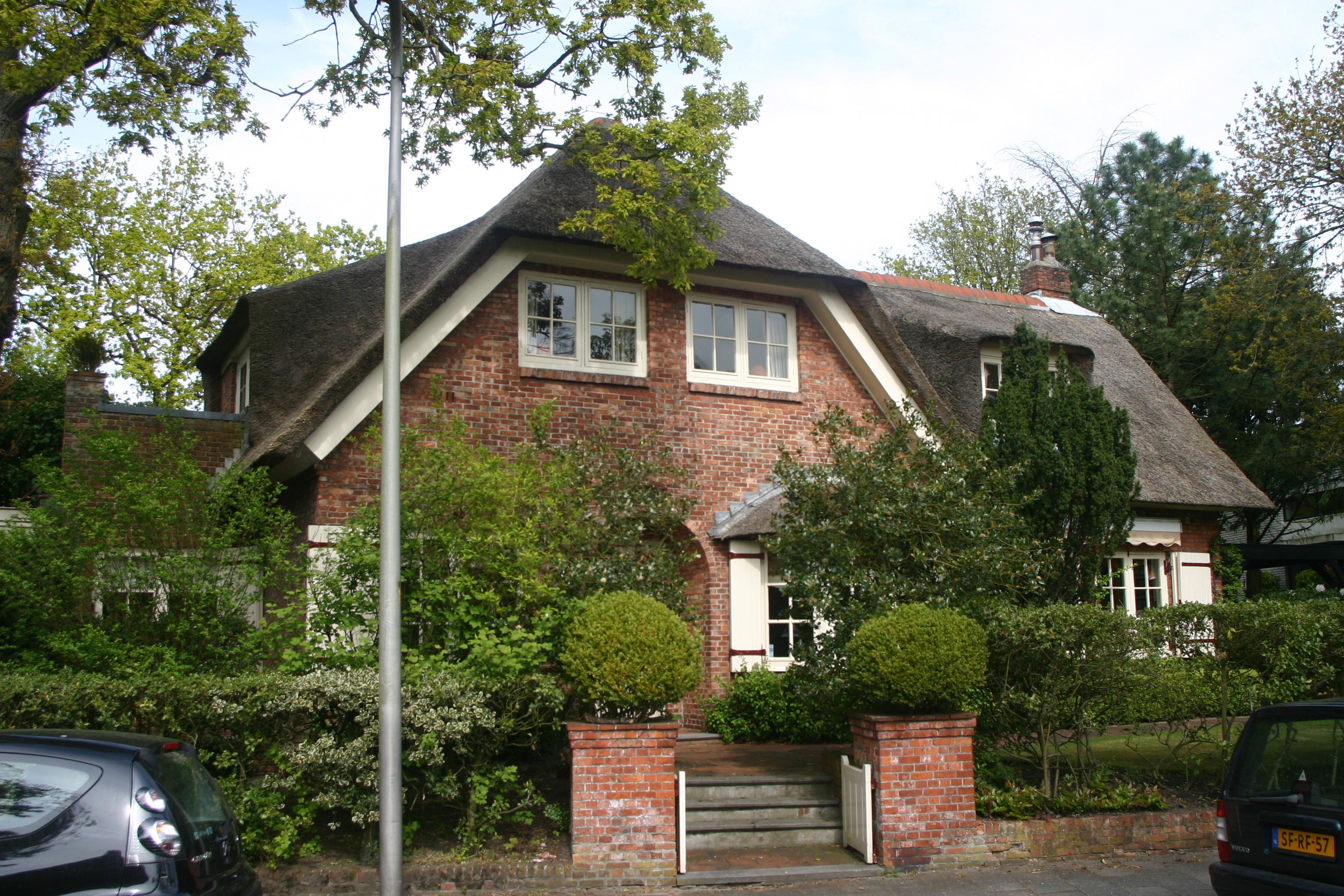
Landhuis Kropholler in Wassenaar
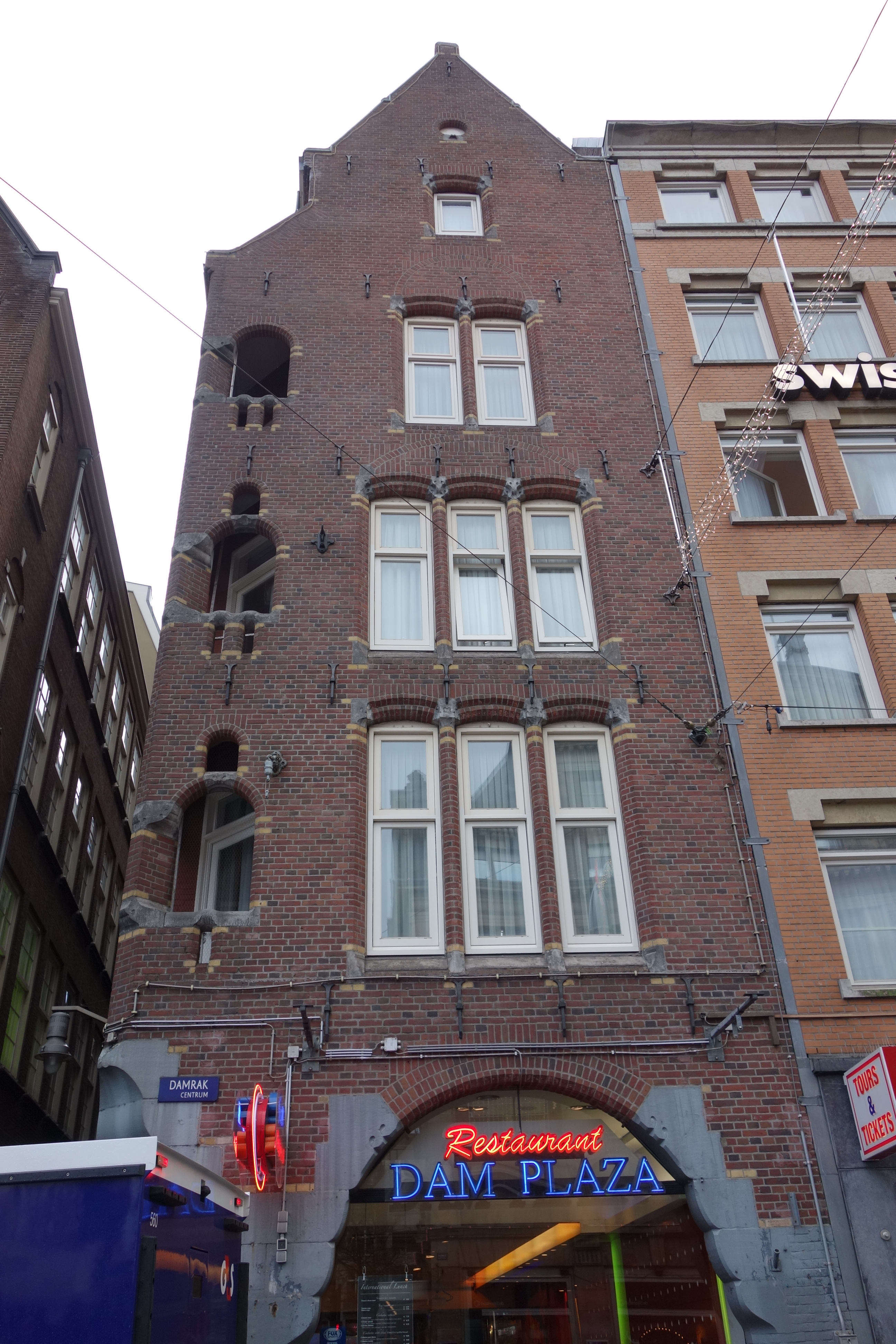
Damrak 98, Amsterdam
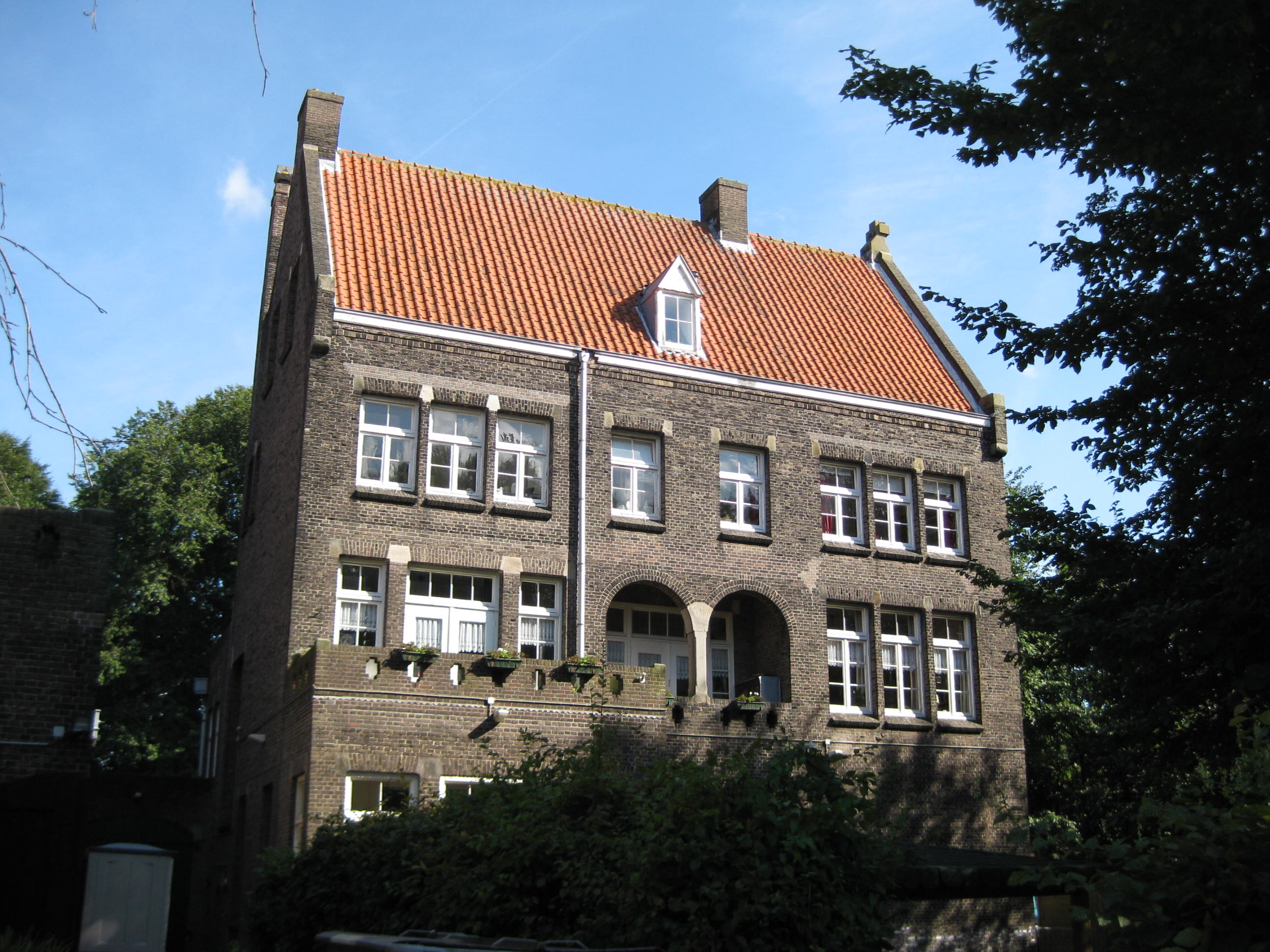
Buiksloterweg 95, Amsterdam-Noord

## Enige publicaties
- Kropholler, A.J. (1965). Wat is bouwkunst? : afgezien van de kunst om zich tegen kou, vocht en ongewenst bezoek te vrijwaren / ill.: R.J. Veendorp. Servire, Den Haag. 105 p.
- Kropholler, A.J. (1953). Bouwkunst in de twintigste eeuw / afb. en tek.: R.J. Veendorp. Van Mantgem & De Does, Amsterdam. XII, 136 p.
- Kropholler, A.J. (1941). Over bouwstijl vroeger en nu / ill.: R.J. Veendorp. Van Mantgem & De Does, Amsterdam. 135 p. met 8 p. pl. Nieuwe verm. bew. van: Kunst en leven : lijn en vorm, licht en kleur in de bouw- en aanverwante kunsten. De Spieghel/Het Kompas, Amsterdam/Antwerpen, 1938. 189 p.
- Kropholler, A.J. (1936). Bouwkunst als levensuiting / ill.: R.J. Veendorp. De Spieghel/Het Kompas, Amsterdam/Antwerpen. 114 p.